# Oberhausbergen
Oberhausbergen település Franciaországban, Bas-Rhin megyében. Lakosainak száma 5652 fő (2022. január 1.). Oberhausbergen Mittelhausbergen, Dingsheim, Eckbolsheim, Griesheim-sur-Souffel, Oberschaeffolsheim, Schiltigheim, Strasbourg és Wolfisheim községekkel határos.

## Népesség
A település népességének változása:
| Lakosok száma | 4855 | 5207 | 5434 | 5381 | 5398 | 5363 | 5459 | 5556 | 5652 |
|               | 2013 | 2015 | 2016 | 2017 | 2018 | 2019 | 2020 | 2021 | 2022 |